# Тарасюк, Иван Николаевич
Иван Николаевич Тарасюк (28 января 1993, Залесочье, Волынская область — 20 февраля 2014, Киев) — 21-летний активист Евромайдана. Младший медицинский работник, член футбольного клуба «Олика». Убит выстрелом снайпера 20 февраля 2014 на улице Институтской в городе Киеве. Герой Украины (2014, посмертно).

## Биография
Единственный сын у родителей. Учился в Луцком медицинском колледже «Монада», затем служил в армии. Играл за футбольный клуб «Олика». Срочную службу проходил в 194 понтонно — мостовом отряде, в г. Новомосковск, Днепропетровской области.
Похоронен в пгт. Олыка. Отпевали в церкви Сретения Господня священники Киверцовского благочиния УПЦ.

## Память

### Награды
- Звание Герой Украины с вручением ордена «Золотая Звезда» (21 ноября 2014, посмертно) — за гражданское мужество, патриотизм, героическое отстаивание конституционных принципов демократии, прав и свобод человека, самоотверженное служение Украинскому народу, обнаруженные во время Революции достоинства[1]
- Медаль «За жертвенность и любовь к Украине» (УПЦ КП, июнь 2015) (посмертно)[2]